# 南奥塞梯驻外机构列表
此页面列出南奥塞梯驻外机构。

南奥塞梯驻外机构地图
南奥塞梯
南奥塞梯大使馆
南奥塞梯代表处
南奥塞梯大使馆（非常駐）

南奥塞梯是北高加索地区未被普遍承认的国家。它在2008年南奥塞梯战争之后才得到部分联合国会员国的承认。目前它得到瑙鲁、尼加拉瓜、俄罗斯和委内瑞拉、阿拉伯叙利亚共和国的承认。此外，其邦交国当中阿布哈兹、德涅斯特河沿岸是不属于联合国的成员。
目前，南奥塞梯有两个使馆和三个驻外代表处。

## 欧洲

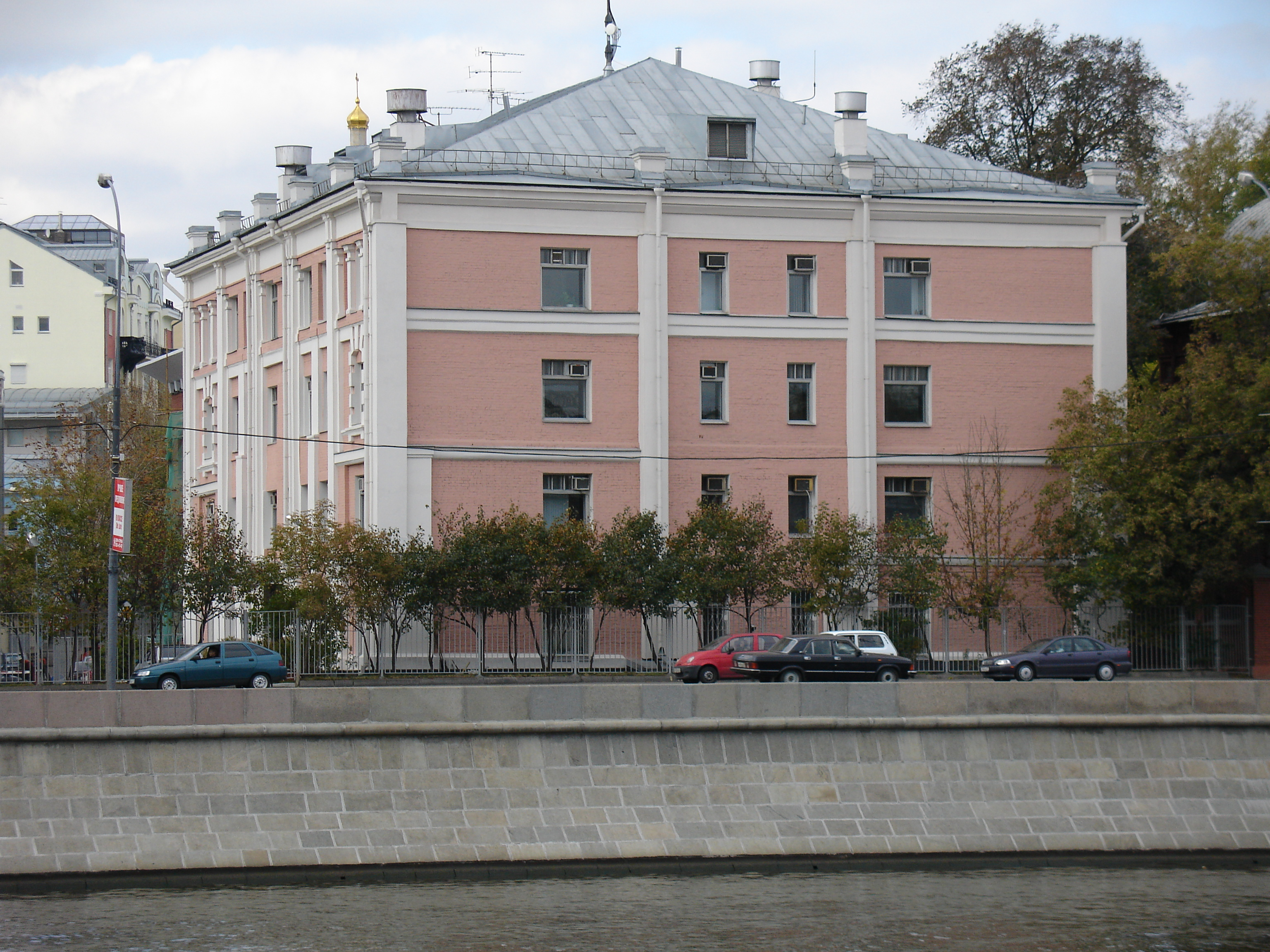
南奥塞梯驻俄罗斯大使馆；莫斯科，俄罗斯

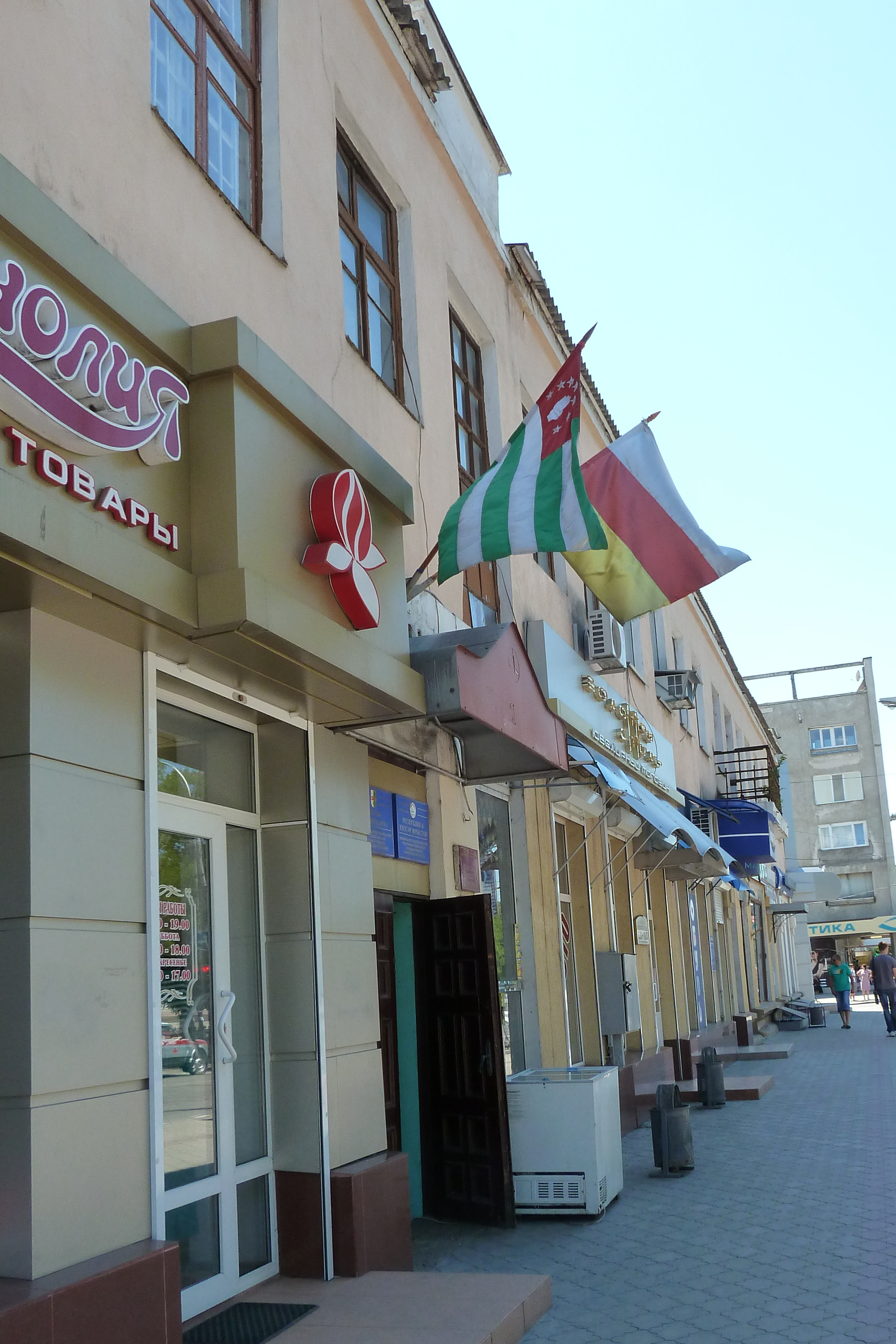
阿布哈兹和南奥塞梯驻德涅斯特河沿岸代表处，蒂拉斯波尔

- 阿布哈茲
  - 苏呼米（大使馆）[3]
- 塞族共和國 –  
  - 巴尼亚卢卡（代表处）[4][注 2]
- 義大利
  - 罗马（代表处）[5][注 3]
- 俄羅斯
  - 莫斯科（大使馆）[7]
- 德涅斯特河沿岸
  - 蒂拉斯波尔（代表处）[8]

## 备注
1. ↑  一个是在茨欣瓦利的尼加拉瓜共和国大使馆[1]，另一个是委内瑞拉玻利瓦尔共和国大使馆。[2]
2. ↑  波斯尼亚和黑塞哥维那政府既不承认该代表机构，也不承认其外交地位。
3. ↑  意大利政府既不承认该代表机构，也不承认其外交地位。[6]